# 梁錦松
梁錦松，GBS，OBE，JP（1952年1月29日—），香港商人及政治人物，祖籍廣東佛山順德區。香港特區政府前財政司司長，现任南丰集团董事長及新风天域集团董事长兼联合创始人。曾任黑石集團(香港)有限公司董事会主席，身兼國際小母牛香港分會主席。

## 簡歷
早年在觀塘巧明街的住宅居住，就讀基督教香港信義會紅磡信義學校（1963年）和英華書院（1963年入讀，1968年中五，與何重立及許宗盛為同屆中五同學，與前香港廣播處副處長吳錫輝為預科同班同學）的梁錦松，19歲時（1971年）考進香港大學社會科學學院，主修經濟及統計學，入住宿舍聖約翰學院，並被選中參加董建華父親董浩雲創辦的「海上學府」，乘坐郵輪遨遊四海長達整個學期，足跡遍布世界各地，而在同期剛接掌父業的董建華，已對梁錦松留有印象。

### 學生時期
學生時代的梁錦松，是學運活躍分子，1970年代參與「認中關社」活動，上過井岡山考察，直言自己熟讀《毛澤東選集》，並將毛澤東的《矛盾論》、《實踐論》理論應用於現代管理。
梁錦松曾透露自己在會考時只取得1B1C，其他科目則只剛好5科合格。升上大學預科後他加緊溫習，在學校飯堂架起帆布床留宿。最終他的高考成績後來居上，突飛猛進，4科考得3A1C，於1971年入讀香港大學經濟學系。
1973年，梁錦松於香港大學畢業，獲社會科學學士學位。當時正值“火紅的年代”，而他亦是港大學生會內“國粹派”的代表人物之一，和鍾瑞明是同期的港大學生，曾積極參與保釣運動、中文運動。

### 銀行生涯
梁錦松1973年加入花旗集團（當時稱為萬國寶通銀行），是花旗集團當年聘用的首批本地大學生，由於工作表現出色，使他成為銀行重點培訓的管理層接班人，曾出任銀行多個地區業務的主管，1992年被委任為香港區行長。
1982年，他前往美國哈佛商學院進修管理發展課程，之後回到香港發展，於大通銀行任職。1994年獲香港傑出管理獎。
1999年，他再度前往美國哈佛商學院進修高級管理課程。並同年拜師於有華爾街之王之稱的蔡志勇先生為師。

### 進入政府
1990年代初，梁錦松開始擔任大學教育資助委員會主席，為期八年。後任教育統籌委員會主席，為語文基準試以至取消學能測驗等香港教育制度的改變親自操刀，他批評學能測驗時的一句「高分低能」更予人深刻印象。此外，他曾批評香港教育專業人員協會、教育署和教會辦學團體是阻礙教育改革的「三座大山」，引起不少議論。當中教育署在2002年推行高官問責制後已和教育統籌局實行局署合一，而部分教會辦學團體則認為法團校董會是為了消滅「大山」的一項政策，當中天主教香港教區已就校本條例進行司法覆核，然而最終遭香港終審法院裁定敗訴。
梁錦松曾在香港多間大規模的國際銀行擔任高層管理職位、教育統籌委員會主席、大學教育資助委員會主席、外匯基金諮詢委員會委員、香港機場管理局及臨時機場管理局董事及香港期貨交易所董事。1999年獲香港特別行政區政府金紫荊星章。
公職方面，自1997年7月至2001年4月期間出任行政會議的非官方成員，於2001年5月29日成為財政司司長。2002年6月獲中華人民共和國國務院委任為香港特區政府第二屆財政司司長。

### 2002年：梁錦松與羅文等
2002年4月，香港經濟陷入底谷，時任香港財政司司长梁錦松在宣讀政府財政預算案後，以本曲歌詞作結，呼籲社會同舟共濟，雖然他最終因「買車風波」而下台，但香港自此掀起一片「獅子山下熱」，以及同名劇集和歌曲再度重播，社會廣泛談論。這首歌再度熱播，緬懷其人其事。第一代香港著名歌手人、主唱者羅文於同年10月18日逝世，去世後翌日不久、目前在亞洲電視本港台播出了有關於將把《獅子山下》之中，中間的部份片集（例如：《遷》、《元洲仔之歌》等等）重播以永遠懷念您紀念他。

### 涉及丑闻「偷步買車」下台
2003年3月5日，當時為香港財政司司長的梁錦松發表《財政預算案》，大幅增加各種稅項，如利得稅、薪俸稅、汽車首次登記稅、離境稅、博彩稅等，以解決高達七百億港元的財政赤字。當中汽車首次登記稅由應課稅價值40%-60%改為邊際稅制，汽車的首15萬元應課稅值徵收35%、其次的15萬元徵收75%、再其次的20萬元徵收105%、餘額徵收150%。翌日，他在電台上指香港人「有咁耐風流，有咁耐折墮」（有多少風流日子，便要折墮多久）。此番言論隨後被市民直指他揶揄人們不願意與政府共渡財政赤字時期而遭到批評。
四日後，蘋果日報以頭版獨家報道爆出梁錦松在宣布加汽車首次登記稅前，在1月18日購入一輛凌志房車，但他卻沒有申報利益，有節稅、以權謀私之嫌，將來可能要面對法律訴訟。當日他公開承認買車，解釋只是「一時大意」、「沒有避嫌」，指出買車是因為當時他的女兒即將出生，需要買入可安裝嬰兒椅的私家車。他其後將節省到的稅款的雙倍（共10萬元，但其後證實計算錯誤，他實則上共節省了19萬元，所以他最後共捐了38萬元）捐予香港公益金，欲以平息外界不滿。3月10日，梁錦松首次向行政長官董建華提出請辭。
同年3月15日，董建華調查後公佈他對梁錦松的調查結論，認為梁錦松沒有申報利益，違反《問責制主要官員守則》5.1及5.4兩項（即避免令人懷疑不誠實、有利益衝突，以及可能有利益衝突時要向行政長官匯報），然而董建華認為梁錦松雖有疏失，但他有高尚情操，對他信任，遂決定挽留他。梁錦松在當日向公眾致歉。
3月16日下午，42歲的停職高級督察劉國輝攜同剪報到金鐘廉政公署總部報案，投訴梁錦松以權謀私，犯下普通法中的公職人員行為失當罪行。由示威常客組成的「杜松行動」及政治團體前的三名區議員，亦說會到廉署投訴梁錦松。立法會議員吳靄儀在5月7日的會議上對梁錦松提出不信任動議，但在建制派反對下遭否決。
2003年7月1日，由於基本法第23條立法和SARS事件，市民對政府的不滿達到頂峰，約50萬市民參加七一遊行。
同年7月15日，廉政公署完成對梁的調查，把報告交給律政司以決定是否起訴，並知會行政長官董建華。7月16日，在保安局局長葉劉淑儀請辭之後，梁錦松隨後亦提出請辭。由於梁錦松隨時可能被起訴，為免出現在位高官被起訴的尷尬情況，這次董建華無奈地接納了，並報請中華人民共和國國務院批准。他的職位其後由工商及科技局局長唐英年接任。
2003年12月15日，律政司司長梁愛詩為避嫌將此案交由刑事檢控專員江樂士自行處理，並毋須向她請示，江樂士諮詢香港的資深大律師祈理士及英國御用大律師韋爾森的意見後，認為雖然表面證據成立，但不能確立檢控梁錦松「在公職中行為不當」有合理定罪機會，故此根據香港刑事檢控政策的標準，決定不檢控。

### 下台之後
梁錦松為新風天域 （页面存档备份，存于）聯合創辦人兼集团董事长。新風天域作為投資控股公司活躍於醫療、教育、互聯網等業務。
另外，梁錦松在2014年起開始出任香港地產公司南豐集團的行政總裁，到2021年，行政總裁一職交由集團榮譽董事長陳慧慧長子張世成接任，梁氏轉任南豐集團董事長。

## 個人生活
第一任太太叫谭淑芬，英文名Sophie，两人1970年代初相识于大学，还是同届同学，太太主修社会科学，他则主修经济学和统计学。两人在1980年代初期才结婚，不少同学会会员还应邀赴会，但由于梁锦松经常要到世界各地公干，他们没有生儿育女，夫妻感情亦續漸转淡，最後离婚收場。
现任妻子为中国前著名跳水运动员伏明霞，比他年輕26歲。他们第一次邂逅是在2001年3月1日，2002年7月15日于夏威夷闪电注册结婚，婚后育有一女二子。长女梁司渝于2003年出生，曾就讀於聖保羅男女中學，长子梁皓嘉及次子梁家瑋于2004年及2008年出生。

## 言論
- 2016年1月9日，梁錦松出席香港政策研究所教育政策與學校發展研究中心的一個教育主題講座時表示，並非每個人的母語都是廣東話，又表示应该「普教中」，認為有助寫作。直言「點解中文唔係用普通話呢，唔係個個母語都係廣東話架嘛，如果用普通話教中文既話，可能寫作方面好好多」。言論一出後，引來部分網民强烈批評。[26]。

## 与中共的关系
支聯會創始人司徒華的回憶錄《大江東去》中指：梁錦松是中共地下黨員。

## 外部連結
- 梁錦松的Facebook專頁
- 梁錦松‧程介南 甩公職仲歎？ （页面存档备份，存于），香港《蘋果日報》

| 香港特別行政區政府职务 | 香港特別行政區政府职务                  | 香港特別行政區政府职务 |
| ---------------------- | --------------------------------------- | ---------------------- |
| 前任者： 曾蔭權        | 香港特別行政區財政司司長 2001年－2003年 | 繼任者： 唐英年        |